# Metroid Prime 2: Echoes
Metroid Prime 2: Echoes (Japans: メトロイドプライム２ ダークエコーズ) is een First Person Adventure ontwikkeld door Retro Studios en uitgegeven door Nintendo voor de Nintendo GameCube. Het spel maakt deel uit van de Metroid-serie en het is het vervolg van Metroid Prime. In Europa kwam het uit op 26 november 2004.

## Verhaal
Het spel speelt zich af op de planeet Aether, waar een geavanceerd ras genaamd de Luminoth de natuurlijke energie van de planeet beschermde (het licht van Aether). 80 jaar geleden stortte een Phazon meteor op de planeet neer, dit zorgde ervoor dat de planeet en zijn energie in tweeën werd gesplitst. In "Light Aether" en in "Dark Aether". Deze nieuw donkere wereld is de thuiswereld van een ras genaamd de Ing. De Ing zijn donkere, half-vloeibare wezens die in de lichamen van levenden en doden kunnen kruipen maar ook soms een eigen lichaam kunnen vormen. De Ing en de Luminoth zitten in een oorlog voor de planeet. De energy van de planeet kan niet zowel "Dark Aether" als "Light Aether" ondersteunen. De Ing hebben al bijna gewonnen want zij hebben de energie van 3 van de 4 tempels van de Luminoth gestolen.
Daarboven komt nog dat de Zebesian Ruimte piraten de planeet binnenvallen. Ze willen nieuwe Phazon verzamelen. Ze werden gevolgd door een ruimteschip van de "Galactic Federation" waarvan het contact is verloren. Samus Aran werd erop uitgestuurd om het te onderzoeken. Als ze op de planeet is komt ze de laatste actieve Luminoth tegen genaamd U-Mos. Al de andere zijn in cryogenische slaap tot het probleem met de Ing is opgelost. Ze krijgt een container waarmee ze de energy terug kan stelen van de Ing. Ze komt een verzwakte Metroid Prime tegen nu onder de naam Dark Samus. Het heeft de vorm van Samus haar Power Suit aangenomen en wil koste wat het kost Phazon verzamelen.

## Ontvangst
| Beoordeeld door    | Jaar | Platform | Score |
| ------------------ | ---- | -------- | ----- |
| Jive Magazine      | 2004 | GameCube | 100%  |
| GameCell UK        | 2004 | GameCube | 100%  |
| Nintendojo         | 2004 | GameCube | 96%   |
| 4Players.de        | 2004 | GameCube | 94%   |
| Video Games Daily  | 2005 | GameCube | 92%   |
| Fragland.net       | 2005 | GameCube | 90%   |
| GameDaily          | 2004 | GameCube | 90%   |
| Cubed3             | 2004 | GameCube | 90%   |
| Eurogamer.net (UK) | 2004 | GameCube | 90%   |
| G4 TV: X-Play      | 2006 | GameCube | 80%   |

## Trivia
- Het spel is opgenomen in het boek 1001 Video Games You Must Play Before You Die van Tony Mott.